# Lenílson
Lenílson Batista de Souza (Salvador, 1 de maio de 1981) é um futebolista brasileiro, que atua como meia. Atualmente, defende o Anápolis.

## Carreira
Revelado nas categorias de base do Galícia, da Bahia, jogou profissionalmente por diversos clubes mineiros e paulistas de pequena expressão, além de clubes como Atlético Mineiro.
Se destacou no Noroeste, no Campeonato Paulista de 2006 e sendo contratado pelo São Paulo. No tricolor paulista, alternou bons e maus momentos, mas ainda assim jogando como titular boa parte da temporada, fazendo parte da conquista do Brasileirão de 2006.
No dia 20 de julho de 2007, Lenílson acabou indo para o futebol mexicano para jogar no Jaguares, já que estava sendo muito pouco aproveitado pelo São Paulo no ano.
De volta ao Brasil, no segundo semestre de 2008, se transferiu para o Atlético-MG, onde já havia jogado. Poucos meses depois, no dia 6 de outubro, foi dispensado do clube por ter se ausentado da concentração num hotel em São Paulo, no dia 3 de outubro, e ser flagrado, junto aos jogadores Calisto e Mariano numa balada em São Paulo, um dia antes de uma importante partida do Atlético contra o Palmeiras.
Em janeiro de 2009, foi contratado pelo Paraná, onde não permaneceu até o fim do ano, indo novamente para o Jaguares.
Em 2010, foi anunciada sua contratação pelo Vitória, clube que já tinha defendido nas divisões de base. Porém, sem oportunidades na equipe principal, participando apenas de 11 jogos em 6 meses, foi dispensado ainda em setembro.
No dia 23 de setembro de 2010, acertou com o Duque de Caxias para o restante da disputa da Série B.
Em maio de 2012, acertou com o Guaratinguetá, tendo passado antes pelo Linense.
Em junho de 2013, Lenílson foi anunciado como novo reforço do Botafogo-PB para a Série D. Em outubro do mesmo ano, renovou contrato com o clube paraibano para as disputas da Copa do Nordeste, Copa do Brasil, Estadual e Série C, todos em 2014.
Em fevereiro de 2015, foi anunciado pelo Gama.

## Títulos
Paraisense
- Campeonato Mineiro - Segunda Divisão (3ª Divisão): 2001

São Paulo
- Campeonato Brasileiro: 2006

Vitória
- Copa do Nordeste: 2010
- Campeonato Baiano: 2010

Botafogo-PB
- Campeonato Brasileiro - Série D: 2013
- Campeonato Paraibano: 2014